# Балуда, Виктор Петрович
Ви́ктор Петро́вич Ба́луда (31 мая 1924 — 5 июня 2002) — советский и российский патофизиолог. Основоположник российской школы гемостазиологии. Заслуженный деятель науки Российской Федерации, лауреат Государственной премии Российской Федерации. Доктор медицинских наук (1963), профессор. Участник Второй мировой войны, артиллерист, командир полка.

## Образование
- Краснодарское зенитно-артиллерийское училище (1941)
- Кубанский медицинский институт (1946—?, окончил с отличием)
- Аспирантура Кубанского медицинского института
- Кандидат медицинских наук (1958). Тема диссертации: «Влияние болевого раздражения на функциональное состояние свертывающей системы крови»
- Доктор медицинских наук (1963). Тема диссертации: «Основные закономерности изменения свертываемости крови и фибринолитической активности при различных состояниях организма»

## Биография
Виктор Балуда родился 31 мая 1924 года.
Окончание Балудой средней школы совпало с началом Второй мировой войны на территории СССР. 23 июня 1941 года подал заявление о добровольном зачислении в ряды действующей армии и получил направление в Краснодарское зенитно-артиллерийское училище, в котором учился полгода. После окончания училища воевал с начала 1942 года до окончания войны на Северо-Западном и Втором Прибалтийском фронтах. Командовал 444-м отдельным зенитно-артиллерийским взводом, батареей, зенитно-артиллерийским полком. Был ранен, стал инвалидом.
После демобилизации окончил Кубанский медицинский институт, аспирантуру при нём и начал работать ассистентом кафедры патологической физиологии.
Первые работы по физиологии и патологии свёртывающей системы крови человека выполнил под руководством Исидора Ойвина.
Над той же темой докторской диссертации, что и у Балуды, одновременно с ним работал старший его на двадцать лет лауреат Сталинской премии Борис Кудряшов. Балуде хватило смелости отстоять свою точку зрения, правильность которой со временем была полностью подтверждена.
В 1963 году переехал из Краснодара в Обнинск для работы в отделе радиационной патофизиологии Института медицинской радиологии, руководимом его учителем Исидором Ойвиным. После смерти Ойвина в 1972 году возглавил отдел.
Умер 5 июня 2002 года.

### Семья
- Сын — Михаил Викторович Балуда, российский кардиолог, профессор Московского государственного медико-стоматологического университета.
- Сын — Балуда Игорь Викторович, врач—стоматолог-ортопед, кандидат медицинских наук, Московский государственный медико-стоматологический университет.

## Научные достижения
В аспирантуре занялся решением междисциплинарной проблемы патогенеза, профилактики и лечения диссеминированного внутрисосудистого свертывания (ДВС) крови и его осложнений — тромбозов, тромбоэмболий и геморрагий, часто выступающих главными причинами летальных исходов или инвалидности.
Разработанная Балудой и представленная на конференции терапевтов в 1957 году первая коагулограмма, по отзыву В. А. Германова (1975), «открыла реальную возможность изучения гемостаза непосредственно у больного, в клинике, а не путём экстраполяций экспериментальных данных».
Основал клиническую лабораторную диагностику нарушений процессов свёртывания крови и фибринолиза. Создал комплексный метод оценки состояния системы гемостаза на основе разработанной клинической коагулограммы, который стимулировал изучение в СССР и России проблемы ДВС-синдрома, тромбозов и кровотечений в акушерстве, хирургии, онкологии, кардиологии, гематологии, инфектологии, при лучевой и ожоговой болезнях, в клинике неотложных состояний и интенсивной терапии и при многих других патологических состояниях и заболеваниях.
Разработал многие методы исследования функционального состояния системы гемостаза, включая способ определения активности ФXIII, «манжеточную пробу», являющуюся уникальным инструментом изучения антитромбогенных свойств стенки сосудов человека. В 1980 году опубликовал с соавторами монографию «Лабораторные методы исследования системы гемостаза», до сегодняшнего дня остающуюся настольной книгой врачей-гемостазиологов.
Предложил методы восстановления антитромбогенной активности стенки сосудов, нашедшие клиническое применение при лечении ишемической болезни сердца, сахарного диабета, ожоговой болезни. Одним из первых заметил, что изменения функционального состояния системы гемостаза, внутрисосудистое свертывание крови, агрегация тромбоцитов являются компонентом патогенеза многих различных заболеваний, оказывают влияние на гемореологию, гемодинамику, участвуют в заживлении ран, воспалении, иммунологической реакции, имеют отношение к неспецифической резистентности организма.
Предложил патогенетическую классификацию нарушений системы гемостаза, внес существенный вклад в расшифровку патогенеза и лечение геморрагического синдрома при острой лучевой болезни, внедрил в практику здравоохранения никотиновую кислоту как фибринолитическое средство.
Инициировал создание служб лечения тромбозов и кровотечений в ряде клинических центров СССР, включая Главный военный клинический госпиталь имени Н. Н. Бурденко.
Создал российскую школу гемостазиологов, в которой работали и продолжают работать около 50 его учеников. Под руководством Балуды было защищено 30 кандидатских и 10 докторских диссертаций.

## Награды и премии
- Два ордена Красной Звезды (1943, ?)
- Медаль «За победу над Германией в Великой Отечественной войне 1941—1945 гг.»
- Государственная премия Российской Федерации
- Премия имени А. А. Богомольца[1]

## Почётные звания
- Заслуженный деятель науки Российской Федерации

## Память
- После смерти Виктора Балуды на базе Кубанского государственного медицинского университета в Краснодаре была учреждена научно-практическая конференция по проблемам гемостаза, посвящённая памяти В. П. Балуды и проходящая один раз в два года[1].

### Публикации Виктора Балуды

#### Монографии
- Балуда В. П., Баркаган З. С., Гольдберг Е. Д. и др. Лабораторные методы исследования системы гемостаза. — Томск, 1980. — 313 с.

### О Викторе Балуде
- Сушкевич Г. Н., Адамчик А. С. Б. н. // Медик Кубани. — 2010. — № 1 (1380). — Январь.